# Wałęsak leśny
Wałęsak leśny (Pardosa lugubris) – gatunek pająka z podrodziny pardosinae w rodzinie pogońcowatych (Lycosidae). Zamieszkuje tereny Europy i Azji.

## Taksonomia
Przez 30 lat na podstawie badań morfologicznych i zachowań godowych wyróżniono z P. lugubris 5 nowych gatunków, (w tym P.  saltans i P. alacris) przez co w taksonomii rodzaju Pardosa nastąpiły zmiany i nieporozumienia. Najlepiej poszczególne gatunki należy rozpoznać po płytce płciowej (Epigyne) samicy. 

## Występowanie
Jest to gatunek palearktyczny, wiadomo, że występuje bardzo powszechnie w Europie i na Syberii. Stwierdzony został w Albanii, Andorze, Austrii, Azerbejdżanie, Białorusi, Belgii, Bośni i Hercegowiny, Bułgarii, Chorwacji, Czechach, Estonii, Finlandii, Francji, Gruzji, Korsyce, Niemczech, Grecji, Węgrzech, Irlandii, Włoszech, Kosowie, Litwie, Księstwie Liechtenstein, Luksemburgu, Mołdawii, Czarnogórze, Holandii, Macedonii Północnej, Norwegii, Polsce, Portugalii, Rosji, Serbii, Słowacji, Słowenii, Hiszpanii, Szwecji, Szwajcarii, Turcji, Ukrainie, Wielkiej Brytanii. Występuje też w Azji, sięgając do Kazachstanu i Iranu.
Pokrewne gatunki występują na podobnych obszarach, czasem nawet w towarzystwie swego kuzyna. W Belgii P. lugubris koegzystuje z P. saltans, który jest tam obecny poza regionem Campine. W Wielkiej Brytanii częstszy jest P. saltans niż P. lugubris.

## Morfologia
Wymiary:
♂: 4,6 – 5 mm długości ciała
♀: 4,8 – 7 mm długości ciała
Istnieje u tego gatunku wyraźny dymorfizm płciowy. Samica jest większa. Głowotułów po bokach ciemnobrązowy (brunatny), pośrodku z szerokim żółtawym pasem, który sięga do oczu. Odwłok samicy jest jasnobrązowy z małymi czarnymi plamkami. Epigyne samicy jest w kształcie kotwicy. Samiec jest ciemniejszy, pasy na głowotułowiu są koloru czarnego, a środkowy pas jest białawy (podobnie odwłok). Cymbium samca jest wypukłe (duże), często z czarnymi włosami.

## Ekologia i zachowanie
Wałęsak leśny zamieszkuje lasy brzozowe, sosnowe (przede wszystkim lasy liściaste, preferuje suchą ściółkę) i ich skraje, przyleśne łąki, tereny blisko dróg. Wszędzie jest równie częsty, co pokrewny gatunek – Wałęsak zwyczajny (P. amentata). Dorosłe samce obserwuje się od kwietnia do lipca, a samice do września, jednak czasem można obserwować go przez cały rok, gdy zima jest dość łagodna (wałęsak leśny należy do fauny naśnieżnej). Zbiera się wtedy w małe grupki, chodzące wśród traw i na jałowej glebie. 
W okresie godowym samiec zaleca się do samicy, a następnie wchodzi na jej głowotułów. Następnie taka para wędruje, a samiec co jakiś czas próbuje odbyć gody (bulbusy wprowadzić do płytki płciowej). Po godach (we wczesnym czerwcu) samica przędzie kokon i składa jaja. Kokon ma barwę szarą lub zielononiebieską. W tym przypadku samica najpierw tka dolną część kokonu, na którą składa jaja, później tka część nakrywającą i wszystko łączy jedwabnym szwem. Gdy młode się wyklują samica otwiera kokon poprzez „rozdzierania” szwu. Następnie samica nosi ze sobą młode (nimfy).

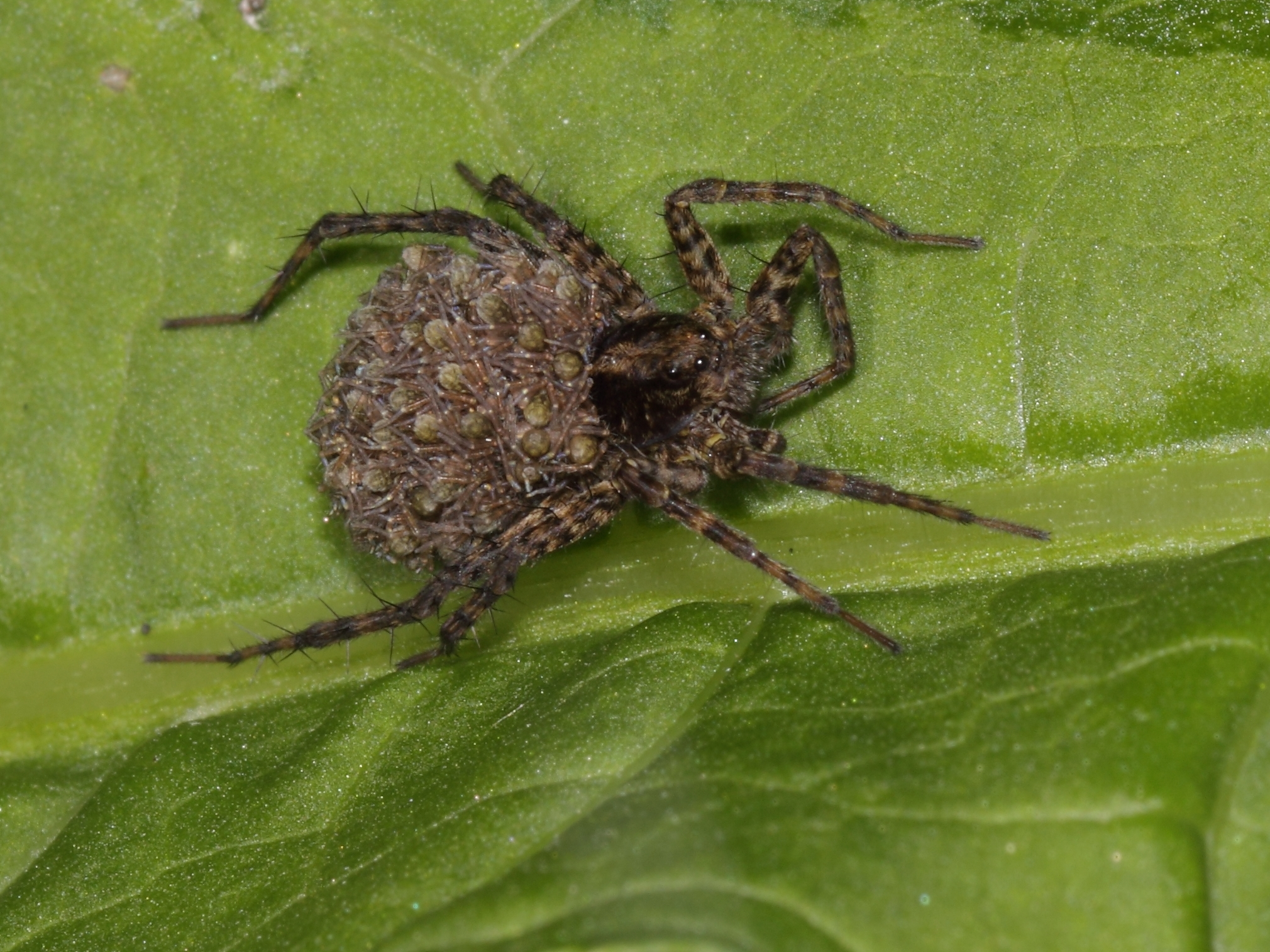
samica z młodymi

## Status
Autorzy portalu internetowego Spider and Harvestman Recording Scheme website podaje, że wałęsak leśny jako populacja z Wielkiej Brytanii uznawany jest za gatunek najmniejszej troski (LC – Least Concern). Jako iż Spider and Harvestman Recording Scheme website zajmuje się populacjami pająków i kosarzy z Wielkiej Brytanii i uznaje trend populacji brytyjskiej za nieznany, a szkockiej za stabilny.